# Monastère Saint-Cyrille-de-Dorogojitch
Le monastère Saint-Cyrille-de-Dorogojitch (ukrainien : Кирилівський монастир, translit. Kyrylivs’kyi monastyr) est un monastère ukrainien fondé à Kiev, en Ukraine, en 1140 sous le règne de Vsevolod II Olegovitch, prince de Tchernigov, et dédié à Cyrille d'Alexandrie et à saint Athanase d'Alexandrie. Le monastère est construit sur la colline Dorogojitchi, à la suite de la prise de Kiev par Vsevolod II. Il tient son nom du saint patron du prince, Cyrille d'Alexandrie. Il n'est pas certain que Vsevolod y fut inhumé, mais c'est le cas de sa veuve, qui fit construire l'église Saint-Cyrille, et de son fils, un des héros du Dit de la campagne d'Igor, Sviatoslav III de Kiev (Sviatoslav Vsevolodovitch), en 1194. 
L'église Saint-Cyrille, construite au centre du monastère, est une importante réalisation de l'architecture de la Rus' de Kiev au XIIe siècle, combinée avec des éléments des XVIe, XVIIe et XIXe siècles. C'est le monument le plus célèbre du XIIe siècle à Kiev.
Le style de cette église est sévère et majestueux. Il inaugure un nouveau style de constructions qui se rapproche de celui de Tchernigov (église Saint-Boris-et-Saint-Gleb et église de la dormition du monastère d'Elets (uk)) et de Riazan. Si l'extérieur est devenu largement baroque au fil des siècles, l'intérieur, par contre, a gardé une décoration médiévale typique avec ses fresques et icônes du XIIe siècle, restaurées au XIXe siècle par les peintres Mikhaïl Vroubel et Viktor Vasnetsov. Ces fresques du XIIe siècle représentent une surface de 800 mètres carrés qui a été conservée. Sa fonction de mausolée pour un héros du Dit de la campagne d'Igor confère à Saint-Cyrille une aura légendaire qui a inspiré ces peintres russes.
L'église est construite sur deux niveaux et comprend trois absides, une coupole centrale  avec un tambour-lanterne qui date de l'origine de l'édifice et des coupoles secondaires à tambours octogonaux ajoutées tardivement. C'est Adrian Prakhov qui, à la fin du siècle, après la découverte d'anciennes fresques en 1860, préside la commission pour la décoration intérieure de Saint-Cyrille. Le professeur Pavel Tchistiakov lui recommande vivement son élève Mikhaïl Vroubel pour participer à la restauration et même pour créer de nouvelles fresques et icônes. 
Le monastère est endommagé par un incendie en 1734, puis reconstruit par l'architecte Ivan Grigorovitch-Barski entre 1750 et 1760 à une époque où le baroque s'impose. Le couvent est fermé par le gouvernement impérial en 1787 et transformé en hôpital, puis en asile psychiatrique. Le gouvernement soviétique d'Ukraine le déclare monument historique le 6 mai 1929. Des travaux sont commencés pour sa transformation en musée. Le beffroi et l'enceinte sont démantelés en 1937. L'église est redevenue lieu de culte consacré depuis 1994.

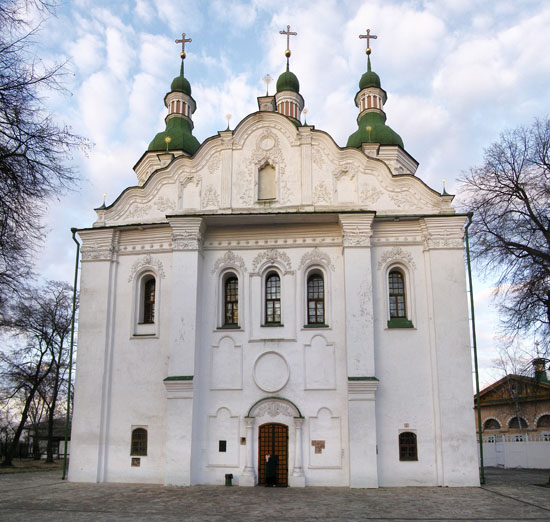
Église Saint Cyrille à Kiev, façade.
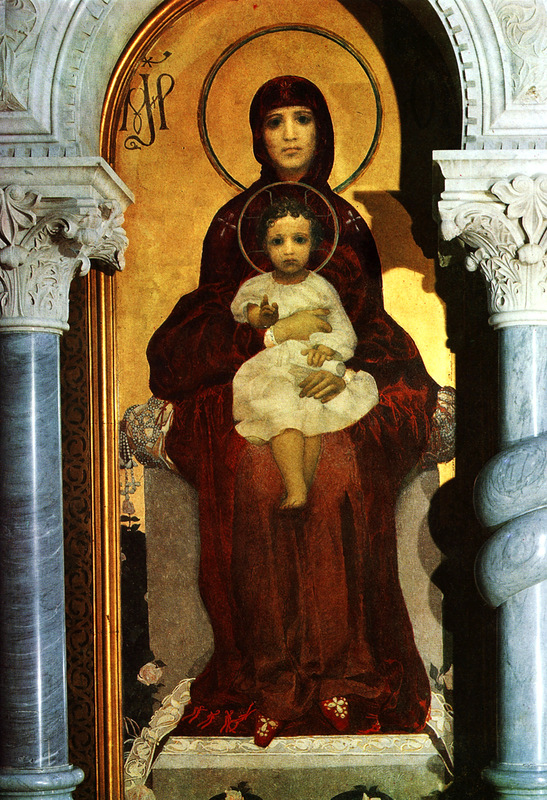
Vierge à l'Enfant (Vroubel).
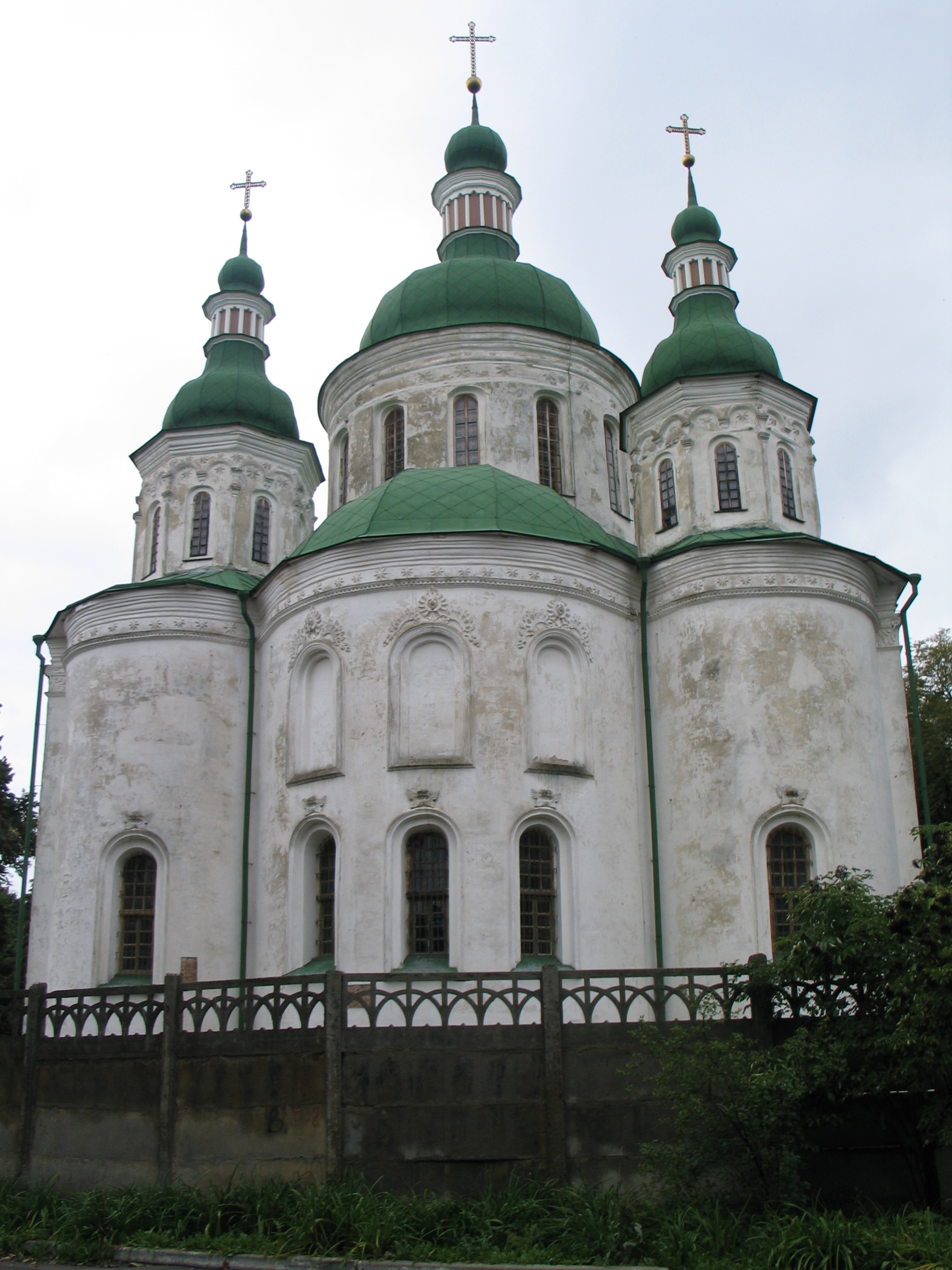
Absides de l'église Saint-Cyrille à Kiev.
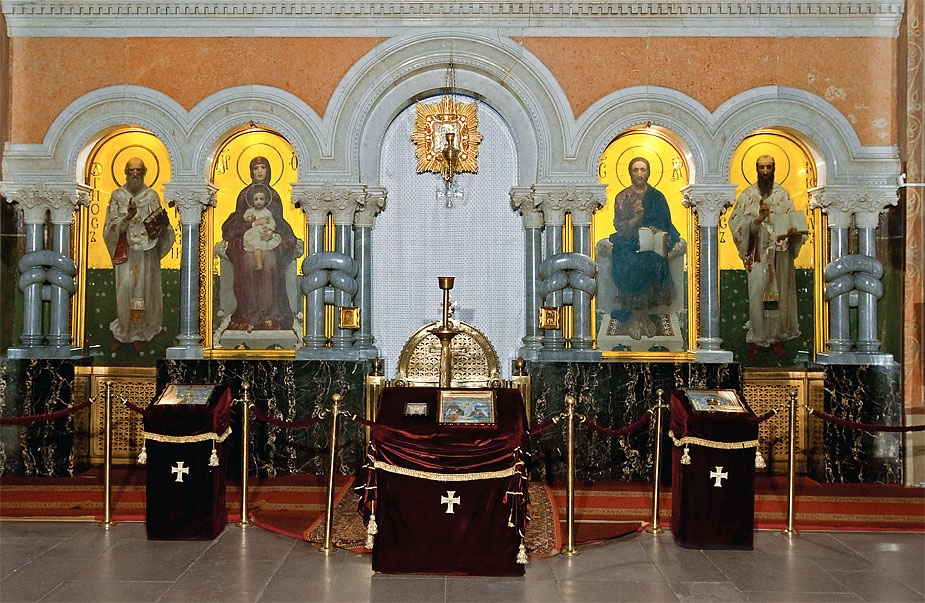
Iconostase dans l'église Saint-Cyrille.
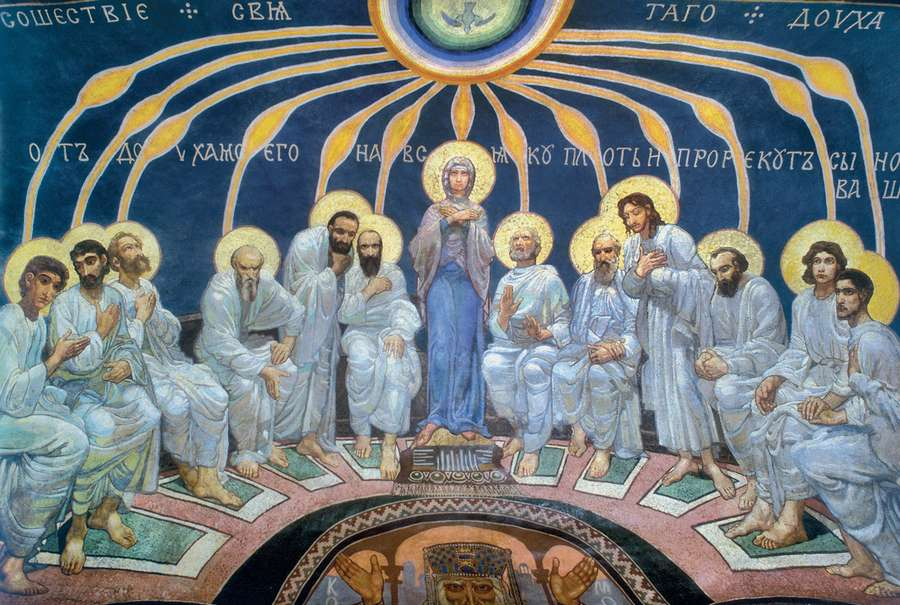
Descente du Saint-Esprit sur les apôtres- Mikhaïl Vroubel.
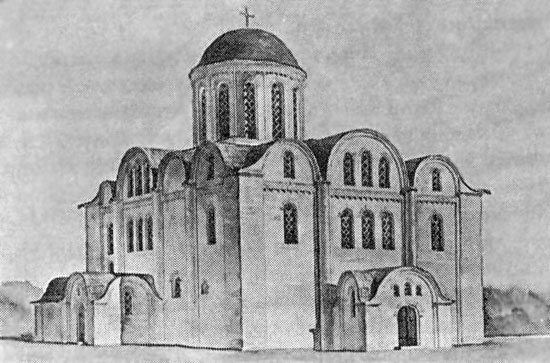
Reconstitution à l'origine (XII s.) I Aceev.
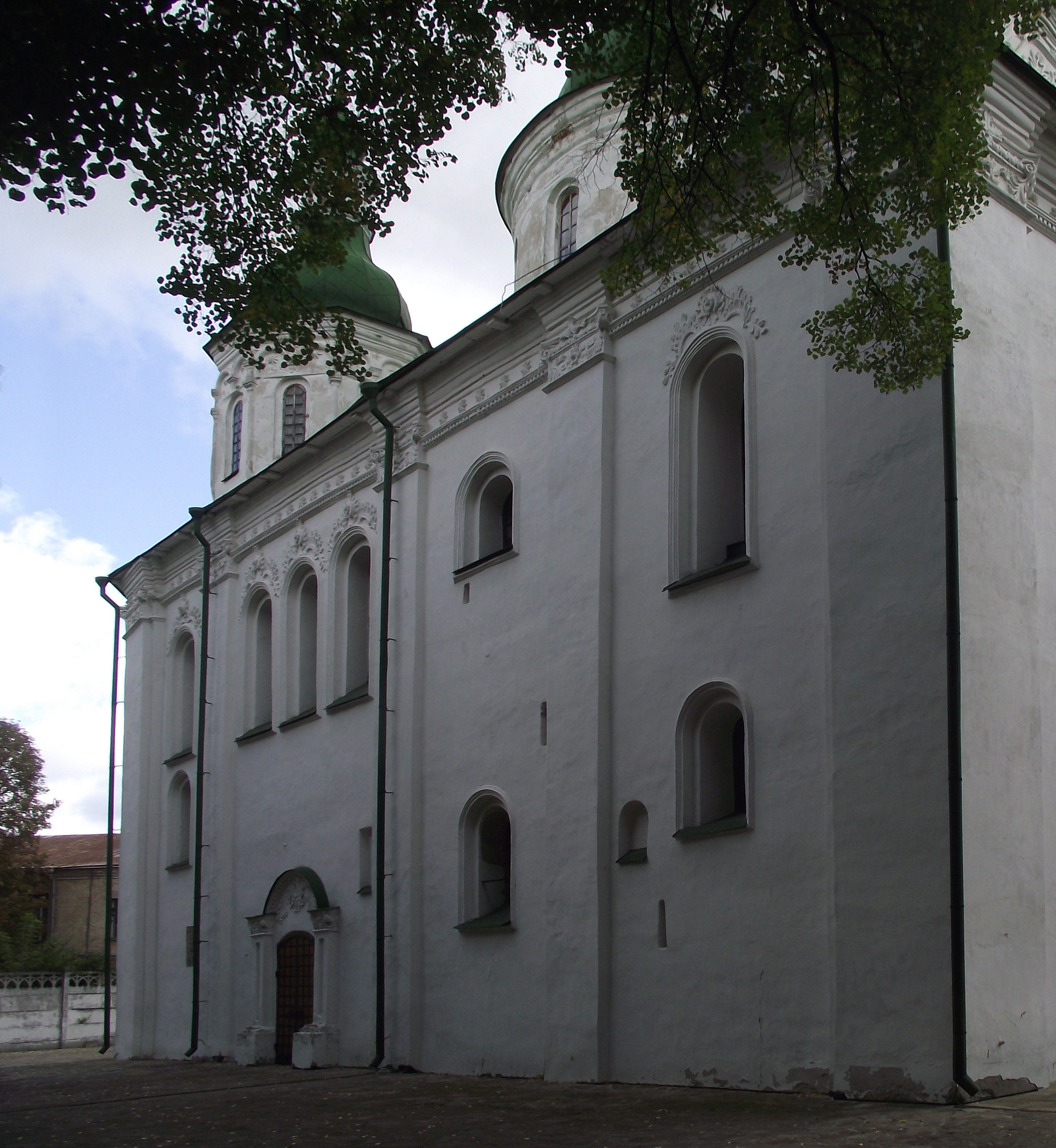
Murs de la façade latérale.